# Cnaeus Calpurnius Piso (consul en -23)
Pour les articles homonymes, voir Calpurnius Piso.
Cnaeus Calpurnius Piso est un homme d'État romain du Ier siècle av. J.-C. qui devient consul suffect en 23 av. J.-C.

## Biographie
Il serait le fils d'un partisan de Catilina et un « républicain entêté ».
Il combat Jules César dans la guerre civile en Afrique en 47/46 av. J.-C., et s'y distingue parmi ses ennemis les plus acharnés. Il combat ensuite les triumvirs avec les républicains Marcus Junius Brutus et Caius Cassius Longinus en 42 av. J.-C. Exilé un temps, il est ensuite autorisé à retourner à Rome où il ne mène pas de carrière politique,.
En 23 av. J.-C., Auguste lui offre et le prie d'accepter le consulat suffect à ses côtés. De retour d'Hispanie, l’empereur est gravement malade, et il décide de remettre son sceau authentifiant les actes officiels à Marcus Vipsanius Agrippa en présence de tous les magistrats et des principaux sénateurs et chevaliers de la Ville. Par contre, il remet ses documents militaires et financiers, ainsi que ses archives, à son nouveau co-consul Calpurnius Piso. Si l'empereur décède, Agrippa, à titre privé, hérite de la fortune du Prince et de sa clientèle, tandis que le Sénat et le Peuple romain récupère officiellement ses pouvoirs par l'intermédiaire de Piso, qui serait le seul consul si l'empereur meurt et qui est, par ailleurs, un ancien fervent républicain tout juste rallié. Cependant, c'est bien Agrippa qui récupèrerait une position forte à la suite de ces dispositions prises par l'empereur, qu'il aurait pu transmettre au neveu de l’empereur, Marcus Claudius Marcellus, lorsque ce dernier et le peuple auraient été prêts,.
Il a deux fils, Gnaeus, consul en 7 av. J.-C. et Lucius (en), consul en 1 av. J.-C. et augure. Tacite fait de ses fils, à l'image des convictions de son père, les survivants des anciennes libertés républicaines au début du règne de Tibère,.